# Дзакканини, Бениньо
Бениньо Дзакканини (итал. Benigno Zaccagnini; 17 апреля 1912, Фаэнца, Эмилия-Романья — 5 ноября 1989, Равенна, Эмилия-Романья) — итальянский государственный и политический деятель.

## Биография
Родился в Фаэнце, а в 1937 году получил диплом педиатра. Во время Второй мировой войны был членом Итальянского движения Сопротивления, сотрудничая с Арриго Болдрини в освобождении Романьи.
Стал одним из основателей Христианско-демократической партии Италии и был избран в Учредительное собрание (1946 год) и Палату депутатов (1948 год) Итальянской Республики. Был членом христианско-демократического крыла, склонного к сотрудничеству с левыми (или левоцентристскими) партиями. Работал в Палате депутатов до 1979 года, когда был избран в Сенат Италии.
В 1959 году был назначен министром труда и социального обеспечения в кабинете председателя Совета министров Антонио Сеньи, и эту должность занимал также в следующем правительстве во главе с Фернандо Тамброни. В 1960 году был назначен министром общественных работ в кабинете Аминторе Фанфани.
В 1975 году был избран национальным секретарем Христианско-демократической партии и оставался на этом посту до 1980 года, когда его сменил Фламинио Пикколи. В 1984 году был избран в Европейский парламент. В 1978 году, когда был национальным секретарем, христианский демократ Альдо Моро был похищен подпольной леворадикальной группировкой «Красные бригады». Альдо Моро написал Бениньо Дзакканини множество писем, сначала призывая его на помощь, а затем обвиняя его и других лидеров Христианско-демократической партии в том, что они пожертвовали им, чтобы спасти новое правительство, в формировании которого Альдо Моро сыграл важную роль.
В 1989 году скончался в Равенне.